# 150 TCN
Năm 150 TCN là một năm trong lịch Julius. 